# Fusch an der Großglocknerstraße
Fusch an der Großglocknerstraße è un comune austriaco di 701 abitanti nel distretto di Zell am See, nel Salisburghese.